# Lozice
Lozice är en ort i Tjeckien.   Den ligger i regionen Pardubice, i den centrala delen av landet, 120 km öster om huvudstaden Prag. Lozice ligger 280 meter över havet och antalet invånare är 165.
Terrängen runt Lozice är huvudsakligen platt, men österut är den kuperad. Runt Lozice är det ganska tätbefolkat, med 90 invånare per kvadratkilometer. Närmaste större samhälle är Chrudim, 16,8 km väster om Lozice. Trakten runt Lozice består till största delen av jordbruksmark.